# 大日本武徳会
大日本武徳会（だいにっぽんぶとくかい、旧字体：大日本武德會、1895年（明治28年）4月17日 - 1946年（昭和21年）11月9日）は、戦前の日本において、武道の振興、教育、顕彰を目的として活動していた財団法人。

## 概要
1890年代の富国強兵論の拡大により、1892年（明治25年）日高藤吉郎らにより体育の教育への啓蒙普及を目的とする日本体育会（初代総裁は閑院宮載仁親王）が設立され、学校に体操教員を割り当てて兵式教練などを行う国策が立案された。
大日本武徳会も1895年（明治28年）4月17日、京都に公的組織として結成された。初代総裁に小松宮彰仁親王（皇族、陸軍大将）、会長に渡辺千秋（京都府知事）、副会長に壬生基修（平安神宮宮司）が就任した。同年に第1回の武徳祭と武術大会が行われ、1942年（昭和17年）太平洋戦争のため中止されるまで、恒例の行事として行われた。第二次世界大戦中の1942年（昭和17年）からは、武道関係組織を統制する政府の外郭団体となった。終戦後の1946年（昭和21年）11月9日、連合国軍最高司令官総司令部（GHQ/SCAP）の指令により強制解散処分を受け、1300余名の同会関係者が公職追放された。

## 目的・理念
大日本武徳会は、対外戦争の勝利や平安遷都1100年記念によって日本武術奨励の気運が高まり、武徳の涵養と武道の奨励、武徳の育成、教育、顕彰、国民の士気を振興することを目的としていた。「武徳」とは、国民の士気を向上させることであり、武徳を養成する手段として、戦国時代の『武芸四門』（馬術・剣術・弓術・砲術の『四門』に、槍と柔術を加えての『六芸』）を範にした剣道・柔道・馬術・弓道・銃剣道・射撃道の六技道を中心に、槍術、砲術、薙刀、合気道、空手、捕手術、居合・杖術・棒術・手裏剣・鎖鎌・槍術などの古武道を中心にした実践的な武道が奨励され部会が設けられた。
全国の武道家に配布された『武徳会勧誘書』には、「武徳会は会員あい戒めあい励みて国民の武徳を養成する団体なり」、「平生といえども人と交わるに信義を以ってし、弱きを扶け強きを挫き、善良なる国民として人の尊敬を受くるにはみな武徳を養うより出でざるはなし」、「国民は武徳を以って心とし何事も信義を重んじて信用を得ずんば、通商上の利益も得難かるべし」などと書かれていた。武徳会は、剣術、柔術、弓術など各部門で構成され、各部門には諸流派・人物がそれぞれの流派を超越して参加することになる。

## 事業

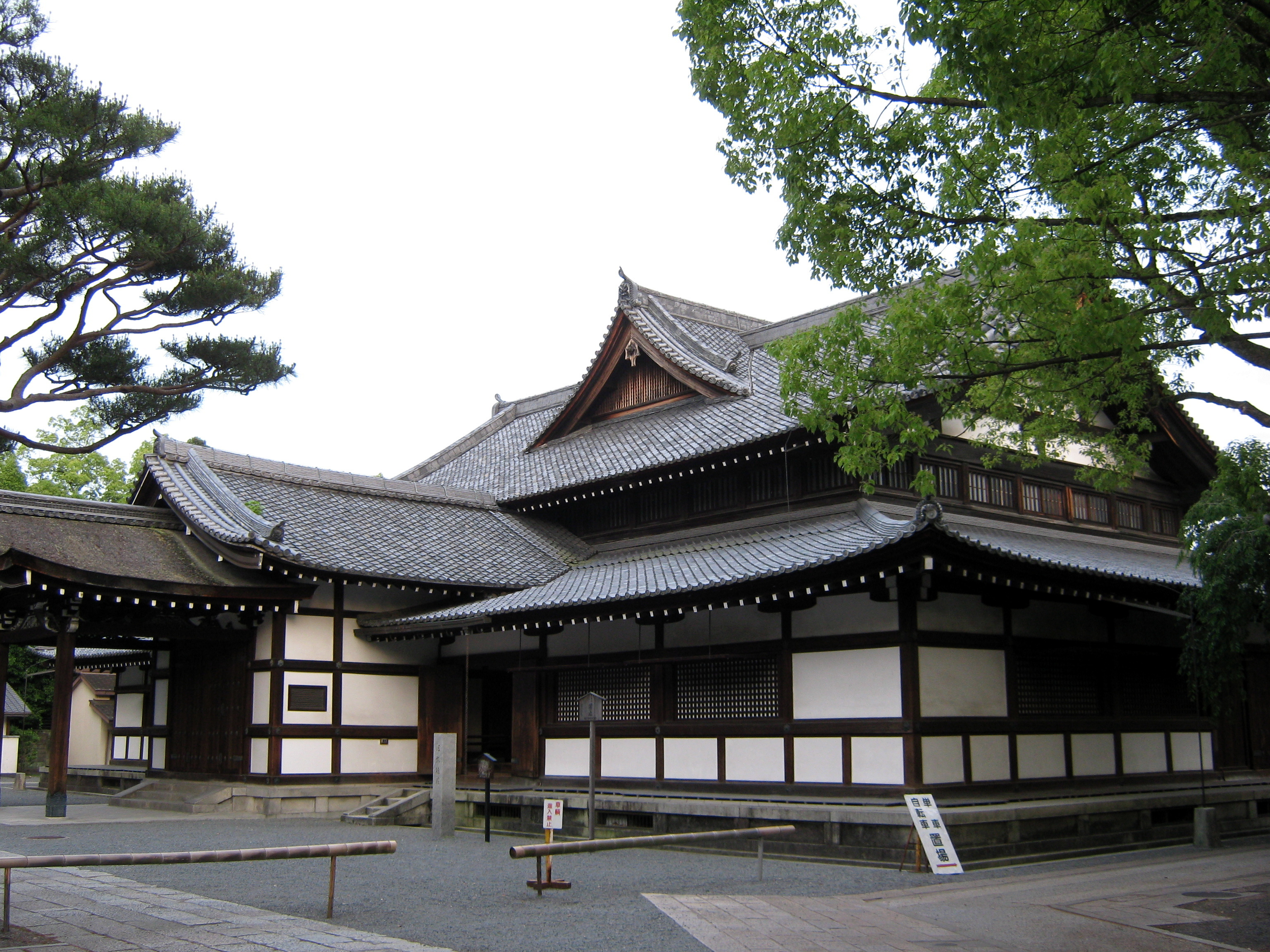
京都旧武徳殿

1909年（明治42年）、武徳会が財団法人化した際にまとめられた事業は以下の通りである。
- 平安神宮境内への武徳殿の造営とその維持
- 武徳祭大演武会の開催
- 武術教育機関・教育施設の建設
- 武術に秀でた者の表彰
- 古武器の蒐集
- 伝統武術の保存
- 武徳、伝統武術、古武器に関する史料の編纂、紀要の発行

## 歴史

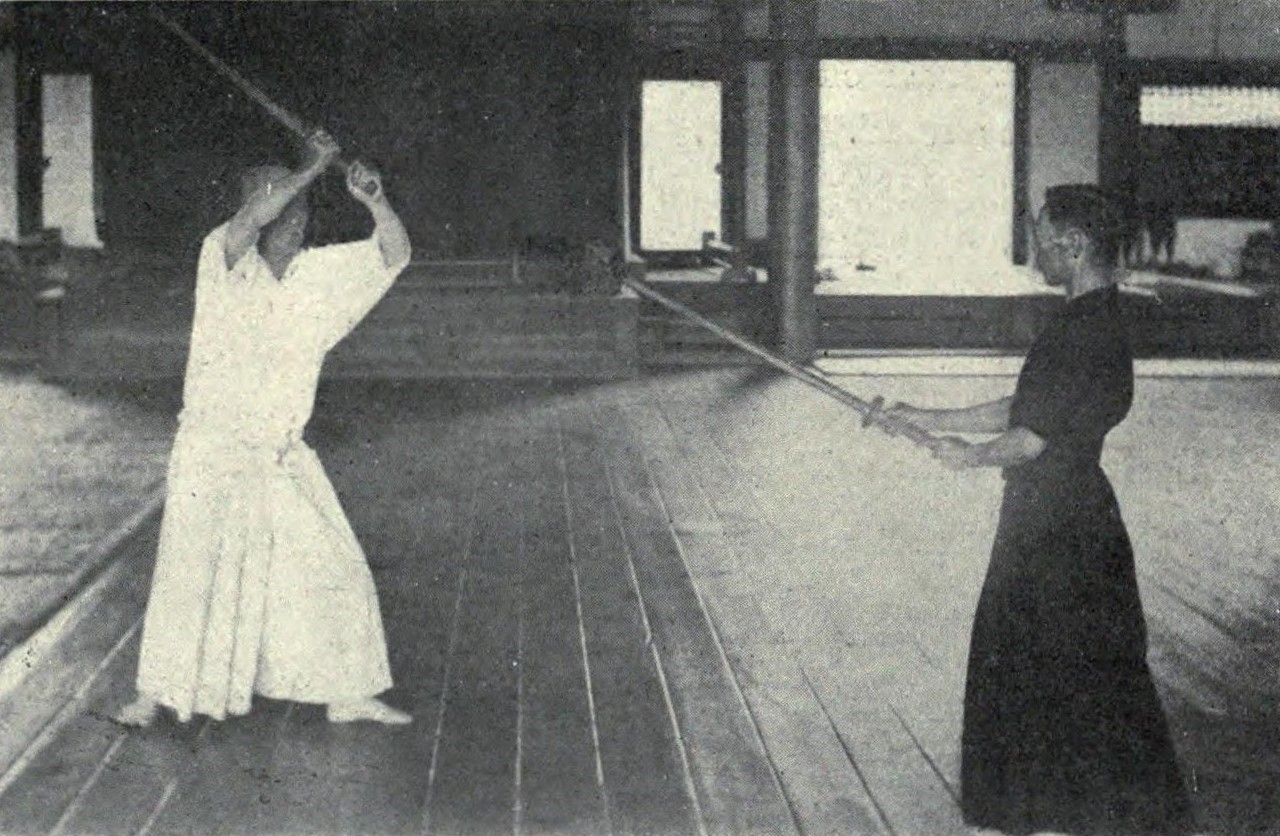
武徳会で剣道を練習する渡辺昇子爵

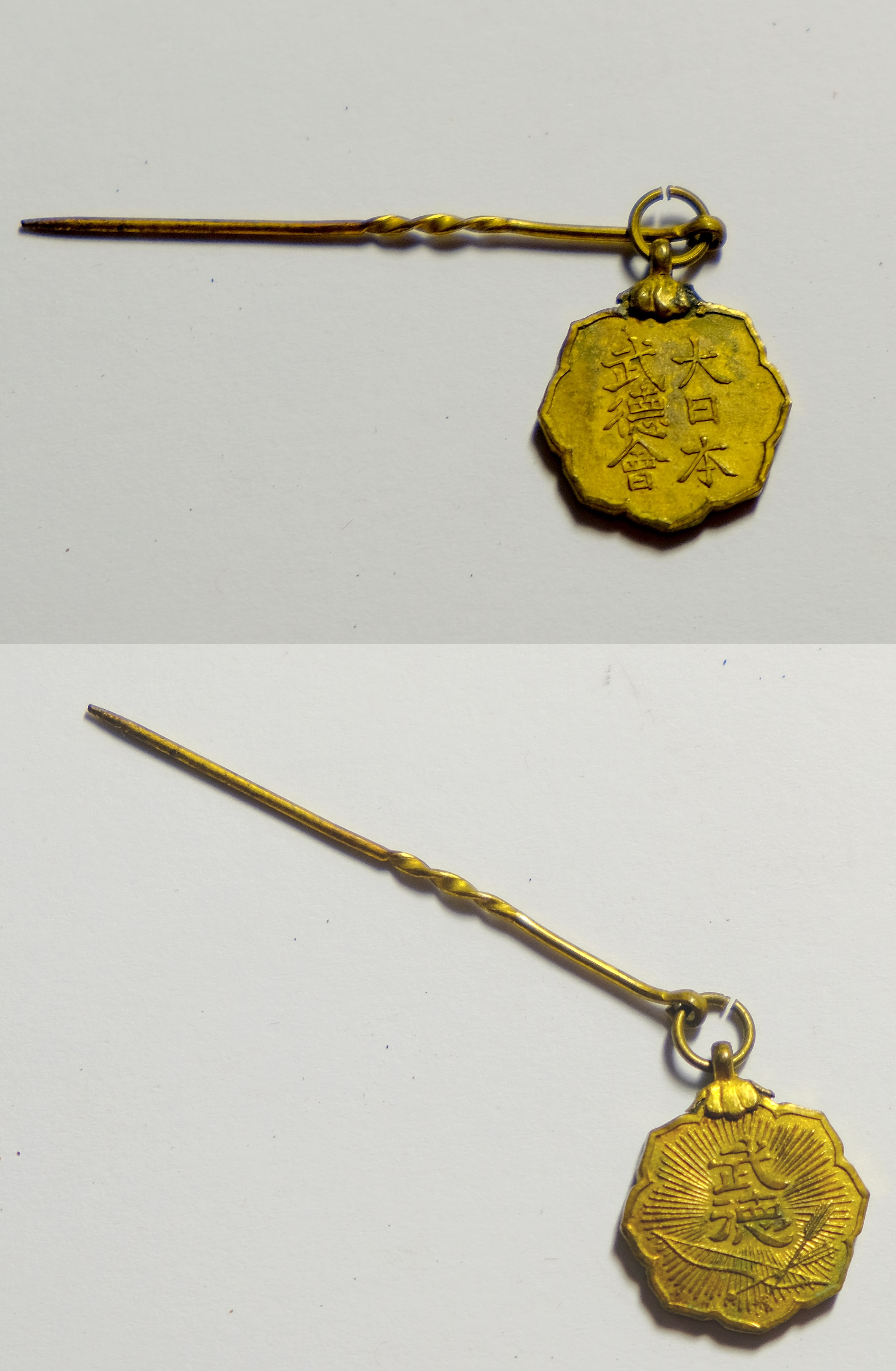
大日本武徳会員之章

1895年（明治28年）、京都において丹羽圭介、佐々熊太郎、鳥海弘毅、渡辺昇を中心として、武術教育による精神鍛錬とそれを支える団体の組織化が目指され、同年4月には大日本武徳会の発起人総会が開かれた。
設立当初は、明治天皇の行幸に合わせて、天皇が観覧する試合、すなわち天覧試合を開催することを目的としていたが、行幸が中止となったため、全国組織として展開することに方針が転換した。そこで、時の参謀総長であった小松宮彰仁親王を総裁に迎え、警察を中心として、内務省の地方組織を活用する形で組織の展開がはかられた。
武徳会は、会員から会費（義金）を募ることでその運営を行い、会員数が目標に達した地域から順次支部を建設していった。府県支部長は府県知事、郡支部長は郡長、市町村支部長は市町村長がその地位に就いた。明治期にあって同様の組織形態をとった団体には、日本赤十字社、帝国水難救済会、日本海員掖済会、帝国海事協会、愛国婦人会などがあった。他団体の募金活動は、府県庁、郡役所、市役所、町村役場の一般職員が担当したのに対して、武徳会の募金活動は主に警察官が担当した。
1909年（明治42年）には財団法人化し、組織の強化がはかられた。同年の段階で、会員数151万人、資金量181万円の一大団体となっていた。1911年には嘉納治五郎も大日本体育協会を設立し、国民の身体の強健や徴兵検査の成績の維持を図ろうとしていた。。
1938年（昭和13年）、武道審議会の設置が帝国議会で承認され、それを受けて、翌1939年（昭和14年）12月23日、厚生大臣の諮問機関「武道振興委員会」が設置され、同委員会は武道を総合統制する団体の組織化や政府内部に武道関連部署の設置等を政府側に答申している。
1941年（昭和16年）5月には厚生省体力局武道課が新設された。同年12月22日、太平洋戦争が開戦し、同年12月、同じく厚生大臣諮問機関の「国民体力審議会」は、新設する武道団体は政府の外郭団体として厚生省、文部省、陸軍省、海軍省、内務省の5省共管によるものとし、既存の武徳会を包含する形で新たな武道団体に改組・帰一させる旨を答申した。
これを受けて1942年（昭和17年）3月21日、既存の武徳会は改組され、会長に内閣総理大臣東條英機、副会長に厚生大臣小泉親彦、文部大臣橋田邦彦、陸軍大臣東條英機（会長兼任）、海軍大臣嶋田繁太郎、内務大臣湯沢三千男の各大臣と学識経験者1名をそれぞれ招き、理事長に民間人、各支部長には各地の知事をあて、本部は京都の武徳殿から東京の厚生省内に移転した。こうして政府5省が共管する新たな大日本武徳会が発足し、戦争翼賛団体の性格を強めた。同年度末には、全国に支部を建設し、会員数224万人、資金量559万円という膨大な会員と莫大な資金を持つ巨大組織となっていた。
政府の外郭団体となった武徳会は、大日本学徒体育振興会、講道館、日本古武道振興会（初代会長小山松吉）、大日本剣道会（菱刈隆陸軍大将を会長）、皇武会などを包摂組織とし、統制を行った。また、剣道、柔道、空手、銃剣道、射撃道などの各部会を設け、各武道の振興にも寄与した。
1945年（昭和20年）の日本の敗戦後、武徳会は、全国の武道組織を統制する政府の外郭団体から民間団体へと組織を改編し、人員も刷新された。また、各武道組織の統制も消滅した。しかし、設立当初から旧内務省との密接な結びつきをもっていたため、連合国軍最高司令官総司令部（GHQ/SCAP）から解散を命じられ、1946年（昭和21年）11月9日に内務省による強制解散処分を受けて武徳会は消滅し、その財産は国庫に接収された。さらに1947年（昭和22年）には、武徳会に関わった人物約1300名も公職追放された。

### 歴代総裁
1. 小松宮彰仁親王
2. 伏見宮貞愛親王
3. 久邇宮邦彦王
4. 梨本宮守正王

### 主な人物
- 井上角八郎、市川阿蘇次郎、磯貝一[5]
- 山下義韶、永岡秀一、正力松太郎[6]

## 活動
前述の通り、武徳会は武術奨励のためにさまざまな事業を展開していた。その中でも特筆すべきものを挙げる。

### 武道、剣道、柔道、弓道の名称統一
1919年（大正8年）、武徳会は「剣術」「撃剣」などの名称を「剣道」に統一した。また同時期に、弓術を弓道に、柔術を柔道にも改称している。

### 武術家の表彰と称号の制定
称号の始まりは、明治28年（1895年）に結成された武徳会が、同年結成記念第1回武徳祭の大演武会に際し、優れた演武をした者に対し精錬証を授与したのに始まる。武徳会は、毎年大演武会を行い、それに出場した武術家から、武術の保存・奨励に努力してきた人物を表彰する制度を設け、「精錬証」と名付けた表彰を行った。
1902年（明治35年）6月3日に「武術優遇令」が制定され、1903年（明治36年）には、武徳会員で武術・武道を鍛錬する者の地位を表示するために、武術家優遇例として範士・教士の最上位の称号が設けられ、精錬証は教士の下位の称号となった。そして、1934年（昭和9年）には、精錬証を廃止して錬士の称号が制定された。「武術優遇令」では最上位称号の範士には終身年金が送られた。
「武術優遇令」は、1918年（大正7年）4月に「武道家表彰例」と改称され、さらに「武道家表彰例」は1934年（昭和9年）3月に改正が行われ、精錬証授与者を指して「錬士」号と改めた。
戦前の昭和17年（1942年）まで一万人を超える各種武術家に称号が授与されている。
1942年（昭和17年）までに、剣道、柔道、弓道、銃剣術、居合術、遊泳術、薙刀術、杖術、槍術、棒術、捕縄術、鎖鎌術、鉄扇術、空手術などの各種武術家約1万名に称号が与えられている。
武徳会によって定められた範士・教士・錬士の称号は、のちの全日本剣道連盟や全日本弓道連盟が発行する称号に引き継がれている。

#### 柔道の称号
武徳会においては、柔道の称号が定められていた。講道館における高段位の柔道家も、講道館と武徳会との両組織に並列して所属しており、柔道段位と柔道称号を並列して取得していた。
最初（1903年[明治36年]5月8日）に柔術範士の称号を受けたのは、楊心流・千葉の戸塚英美、四天流・熊本の星野九門の両氏で、次いで嘉納治五郎が（1905年[明治38年]5月）範士の称号を受けている。
次いで（1909年[明治42年]6月）、竹内流・熊本の矢野広次、扱心流・熊本の江口弥三、起倒流・岡山の野田権三郎、関口流・和歌山の関口柔心に範士号が授けられた。
嘉納治五郎はそれまでも「武徳会柔術試合審判規定」（1899年）、「武徳会柔術形制定委員会」（1906年）において諸流派の委員をまとめる委員長を務めていた。同様に、称号制定の当初から武徳会全武術の最高位の範士号・教士号の審査を担当する選考委員3名のうちに入っており（共に担当した委員は北垣国道、渡辺昇）、嘉納自身が範士号を授与されたのも他の授与者と比較して40代という若さでであった。また、1914年12月に武術詮衡委員が「柔道」「剣道」「居合」「弓術」「槍術」の各武術毎の委員に委嘱され選考されるようになった際にも、嘉納は全部門委員を統括する委員会委員長に委嘱されている。
1914年、「範士」「教士」の最上位称号には、それまでの「柔術」「剣術」の表記に代わって特別に「柔道」「剣道」の名称が使用され明文化された。
武徳会において「剣道」「柔道」を範士・教士のみに特別に使用したのは、称号授与者が技術と人格を兼ね備えた人物であり、剣術・柔術はそれを目標とすべきであるということを明示するためと推定される。
また、1919年（大正8年）に武徳会においてそれまでの各「武術」の名称を「武道」と改称し「柔術」部門も「柔道」部門に改称し統一したように、各諸流派柔術家は公的に柔道家となり活動していくことになる。
1917年（大正6年）、武徳会においてもそれまで講道館が使用していた段位制が導入される。その際に武徳会で発行可能な柔道（柔術）の段位は四段までとされ、五段以上の高段位を取得するには講道館から授与されるものとなっていた。
そのため、武徳会においては講道館の柔道（柔術）の五段以上の高段位と同等のものとして柔道称号を使用することとなる。
その後、武徳会で他武道においても段位性を採用したことで講道館とは別に独自の柔道高段位も発行するようになっていくが、そのことで講道館と武徳会で軋轢も生まれることとなる。

#### 空手道の称号
戦前における空手道の武徳会称号は、昭和9年までは柔道（柔術）の下位部門として授与され、それ以後は唐手術部門として新設認定された。
教士
- 小西康裕（神道自然流）
- 上島三之助（空真流）
- 宮城長順（剛柔流）

錬士
- 大塚博紀（和道流）
- 摩文仁賢和（糸東流）
- 船越義珍（松濤館）※のち戦時中に達士（教士並み）に昇格
- 山口剛玄（剛柔流）

## 称号の基準
各称号の授与条件は次のものとなっていた。（1934年改訂「武道家表彰例」）
範士
1. 教士の称号を受け、その後7年以上を経過し、または年齢60歳以上に達したること。
2. 徳操高潔、技能円熟、特に斯道の模範たる事。
3. 武道に関し功労ある事。

教士
1. 錬士の称号を受有する事。
2. 五段以上たること
3. 操行堅実武道に関し相当の識見を有する事。

錬士
： 武徳祭大演武会に出演し審判員会議の選抜に依りて試験を受け合格したる事。
年表
- 1895年（明治28年） 大日本武徳会発足 大演武会で優れたものに精錬証の授与。
- 1902年（明治35年） 武術優遇令施行。
- 1903年（明治36年） 戸塚英美（戸塚派揚心流・千葉県）、星野九門（四天流・熊本県） 柔術範士授与。
- 1905年（明治38年） 嘉納治五郎（講道館・東京都） 柔術範士授与。
- 1914年（大正3年） 範士・教士の称号において「剣術」を「剣道」、「柔術」を「柔道」と表記・明文化する。
- 1917年（大正6年） 大日本武徳会において講道館に倣い段位制を導入。
- 1918年（大正7年） 「武術優遇令」を「武道家表彰例」に改称。
- 1919年（大正8年） 大日本武徳会においてそれまでの各「武術」の名称を「武道」と改称し統一する。「柔術」部門は「柔道」部門に改称され統一される。
- 1934年（昭和9年） 「武道家表彰例」改訂。「精錬証」授与者を「錬士」の称号に改称する。
- 1946年（昭和21年） 日本の敗戦に伴い、大日本武徳会 解散。

戦後、武徳会はGHQにより解散を余儀なくされ約1300人ものの人物が公職追放される。武道禁止令を経て柔道は講道館柔道であるとして武徳会と線引きをし、称号制度も継続採用しなかった。

### 統一形の制定
- 大日本武徳会剣術形

1906年（明治39年）、渡辺昇を主任とする7名の範士によって制定されたがあまり普及せず、後に大日本帝国剣道形が制定される。
- 大日本帝国剣道形

1912年（大正元年）、全国から選抜された25名の剣道家による約1年間の議論を経て制定された。
- 弓道射形

1933年（昭和8年）5月の全国範士・教士会の要請により弓道家27名によって「弓道形調査委員会」が構成され、同年11月10日から3日間にわたり京都旧武徳殿で議論制定された。
- 大日本武徳会柔術形（後に「大日本武徳会柔道形」と改称）

1906年（明治39年）7月、京都大日本武徳会本部にて、講道館の嘉納治五郎委員長と戸塚派揚心流の戸塚英美委員、四天流組討の星野九門委員、他17名の委員補（双水執流組討腰之廻第14代青柳喜平、不遷流4代田辺又右衛門など）柔術10流・師範20名で構成される「日本武徳会柔術形制定委員会」によって1週間で制定された。その内容は1908年（明治41年）に便利堂書店から『大日本武德會制定柔術形』として出版される。のちの講道館柔道形の一部となっているが、本来は講道館柔道を含む全柔術流派を統合する形であった。

### 大日本武徳会柔術形
大日本武徳會柔術形制定委員会
講道館館長柔道 本會範士 嘉納治五郎
四天流柔術 本會範士 星野九門
揚心流柔術 本會範士 戸塚英美
関口流柔術 関口柔心

### 審判規定の制定
形とともに審判規定の統一が図られた。1899年（明治32年）に、柔術は嘉納治五郎を、剣術は大浦兼武を委員長として試合審判規定を制定したという。剣術の試合は幕末期には10本勝負が通例とされていたが、明治以降は3本勝負となった。

### 武道専門学校の建設

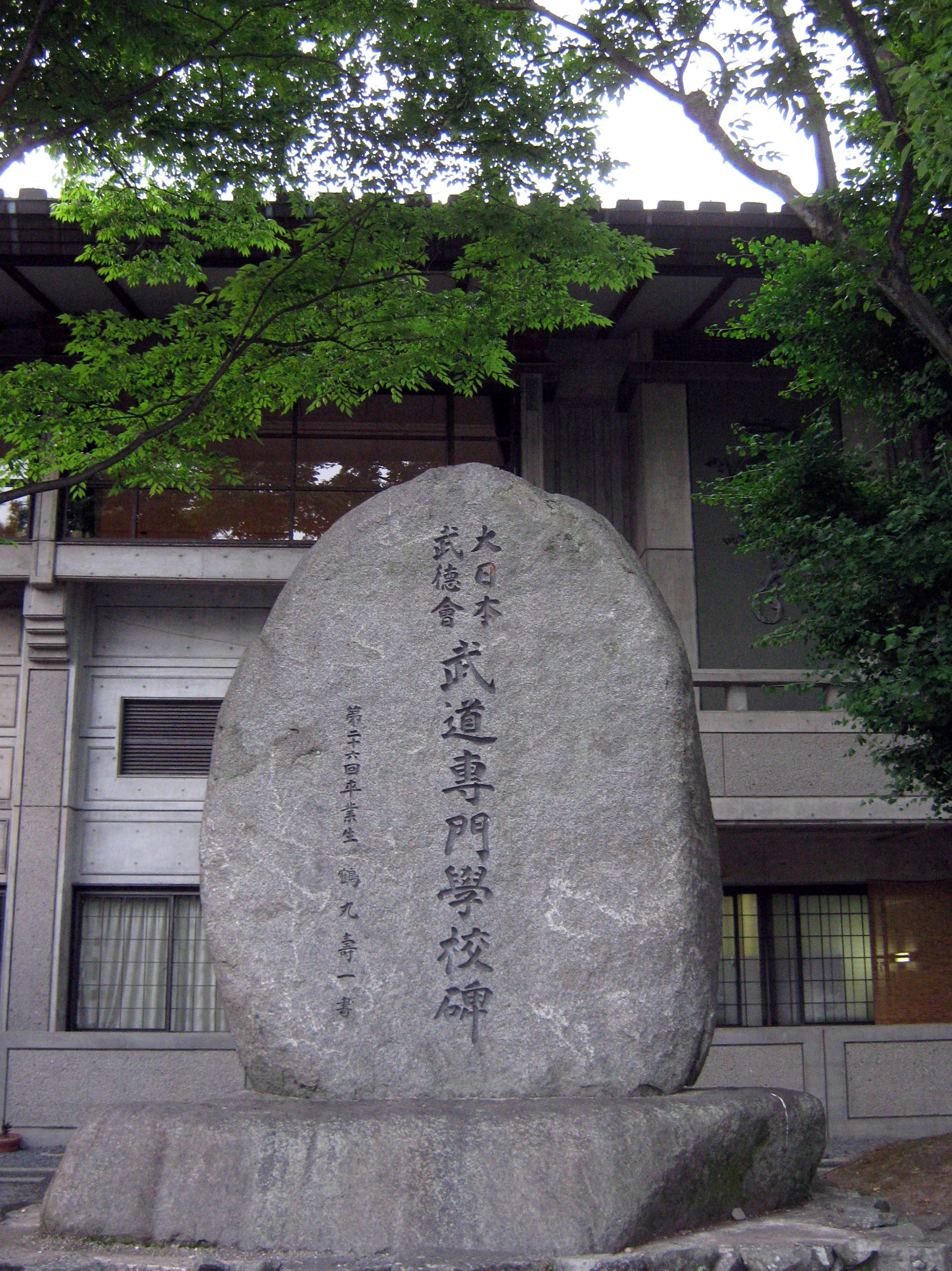
武道専門学校碑、京都旧武徳殿

- 1905年（明治38年）8月：京都に武術教員養成所を設置
- 1911年（明治44年）：武術教員養成所を武術専門学校と改称
- 1912年（明治45年）1月23日：武術専門学校認可
- 1919年（大正8年）：武術専門学校を武道専門学校と改称

### 柔道
技術技法の異なった（古流）柔術各流派間の試合が行われるに際し、武徳会において審判規定を定める必要に迫られ、1899年（明治32年）、柔術部門において、投技、固め技、当身技の技術を包含し形稽古のみでなく乱取稽古の整備の進んでいた講道館柔道の嘉納治五郎が原案を作成し、講道館の山下義韶、横山作次郎、磯貝一、大東流柔術の半田彌太郎、四天流の星野九門、楊心流の戸塚英美、良移心頭流の上原庄吾、起倒流の近藤守太郎、竹内三統流の佐村正明、関口流と楊心流を兼ねた鈴木孫八郎の諸委員によって評議され、「大日本武徳会柔術試合審判規定」が制定された。
1899年（明治32年）大日本武徳会柔道講習所が大日本武徳会に設置され、主任教授に磯貝一四段が就任した。この時から、武徳会において教授される流派は正式に講道館柔道となる。
翌年、1900年（明治33年）武徳会審判規定と照らし合わせ、「講道館乱捕試合審判規定」が整備される。
1906年（明治39年）8月8日、嘉納治五郎を委員長とし戸塚派揚心流の戸塚英美委員、四天流組討の星野九門委員、他17名の委員補（双水執流組討腰之廻第14代青柳喜平、不遷流4代田辺又右衛門など）柔術10流・師範20名で構成される「大日本武徳会柔術形制定委員会」によって、議論・研究の末、原案として嘉納が提出した講道館で既に作られていた｢投の形｣｢固の形｣｢真剣勝負の形」を基に、各流派の案による技を追加し、全柔術流派を統合する形として「大日本武徳会柔術形」が制定される。これは講道館における｢投の形｣｢固の形｣｢極の形｣に相当する。
1919年（大正8年）、大日本武徳会は、先んじる講道館柔道の影響も与し「剣術」「撃剣」などの名称を「剣道」に統一し、弓術を弓道と改称し、柔術部門も改めて柔道部門と改称する。
1934年には、本土に上陸して間もない空手が大日本武徳会において柔道部門への入部が認められ、柔道部門の分類下におかれる。
また1942年改組の行われた新武徳会においては、柔道には空手や捕縄術などが含まれる、とされた。
このように、柔道は当時国内の柔術諸流派において共通試合の統一流派となり、いわば国内の徒手格闘技を統括する立場としてあった。
しかし武徳会において、制定されていた従来の武徳会称号「範士」「教士」「精錬証受有者（昭和9年以降｢錬士｣）」の制度以外に、講道館柔道の採用に際し、修行の進みに応じて発行する講道館の制定した段級位も各部門において採用することとなる。当初は武徳会でも、柔道段位は講道館の認定の下、正式発行が行われていたが、時とともに講道館の認定を受けず独自に段位を発行するようになる。武徳会において段位を受けた者、修業をした者は武徳会に帰属意識を持つようになり、講道館と武徳会はそのことで軋轢も生まれ、云わば（講道館）柔道という一つの統一流派を、東の講道館と西の大日本武徳会という二つの組織が重なり合いながら時に対立を含みながら共存し互いに管理、執行するという構造になっていった。
その後、1946年（昭和21年）11月9日、大日本武徳会は連合国軍最高司令官総司令部 (GHQ) の指令により強制解散し、柔道は武道禁止令の影響を大きく受けることになる。

## 再建運動
1954年（昭和29年）、京都と東京で大日本武徳会再建運動が起こり、京都派は町野武馬、東京派は井上匡四郎を代表者として、それぞれ財団法人大日本武徳会の設立認可を文部省に申請した。これに対し、(旧)大日本武徳会の事業を継承する全日本剣道連盟、全日本柔道連盟、日本弓道連盟は「類似の団体を設立することは武道界を混乱に陥れる」として共同で反対した。文部省は1年近く慎重に審議した結果、民主的に組織されて健全に活動している連盟が既に設立されており、体育行政上適当でないとの理由から、設立認可申請を却下した。
この出来事は全国の武道界を揺るがすほどの問題となり、1956年（昭和31年）5月30日、全日本剣道連盟、全日本柔道連盟、全日本弓道連盟が提携し「日本三道会」を結成した。1959年（昭和34年）には日本相撲連盟が加盟し「日本志道会」と改称された。また、後に全日本剣道連盟は他の連盟との段位の二重登録を禁じたため、(新)大日本武徳会の規模は一気に縮小した。
1998年（平成10年）、アメリカ合衆国バージニア州ノーフォークで15か国の参加のもと、第1回世界武徳祭が開催された。
2012年（平成24年）に一般社団法人大日本武徳会が創設され、国内でも武徳祭や演舞大会などを開催されている。